# 特德·梅雷迪思
詹姆斯·埃德温·“特德”·梅雷迪思（英語：James Edwin "Ted" Meredith，1891年11月14日—1957年11月2日），美国男子田径运动员。他曾在1912年夏季奥运会田径比赛中获得男子800米和4×400米接力金牌。